# Saint-Symphorien (Lozère)
Saint-Symphorien – miejscowość i dawna gmina we Francji, w regionie Oksytania, w departamencie Lozère. W 2013 roku populacja ówczesnej gminy wynosiła 250 mieszkańców. 
W dniu 1 stycznia 2019 roku z połączenia dwóch ówczesnych gmin – Chambon-le-Château oraz Saint-Symphorien – powstała nowa gmina Bel-Air-Val-d'Ance. Siedzibą gminy została miejscowość Chambon-le-Château. 